# بطرخ

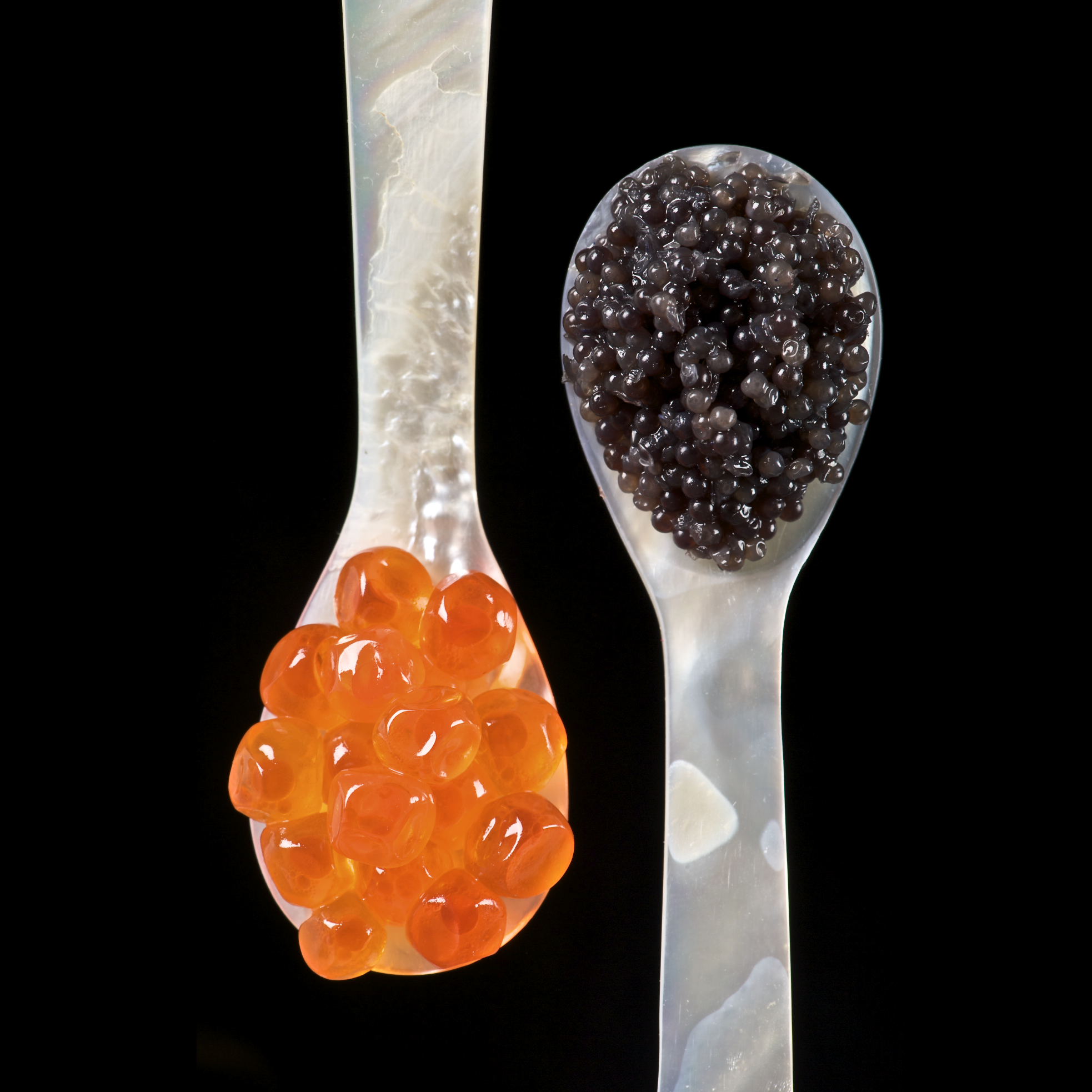
بطارخ سمك الحفش (الكافيار) (يمينا) وبطارخ سمك السلمون (يسارا)

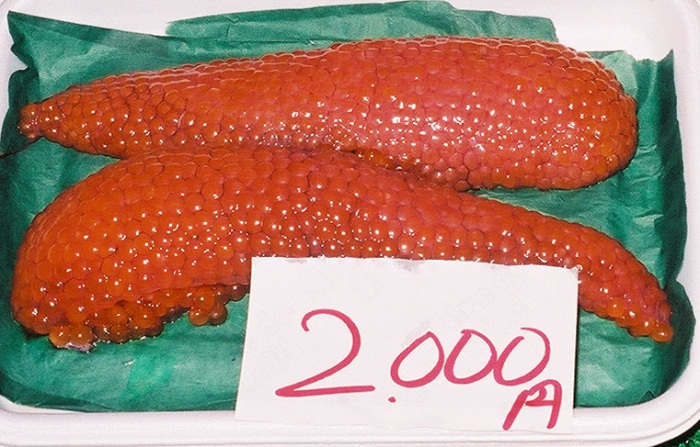
بطارخ سمك السلمون في سوق للأطعمة البحرية في اليابان.

البطرخ (بالإنجليزية: hard roe)‏ (جمعها بطارخ) أو السَّرْء هي البيوض تامة النضج التي تطلقها أو الموجودة على شكل كتلة في مبيض السمك أو الحيوانات المائية الأخرى مثل روبيان أو الأسقلوب أو قنفذ البحر.

## البطارخ في المطبخ
تعد البطارخ من المأكولات البحرية حيث تطبخ في أطباق مختلفة. حيث تعد بطارخ سمك السلمون وسمك النازلي مصادر ممتازة لأوميغا-3.
بطارخ سمك الحفش هي المادة التي يصنع منها الكافيار.

## البطارخ في اللغة
البطارخ طعام محضر من بيض السمك يملح ويجفف في الشمس أو يدخن تقدم البطارخ في مطاعم الأسماك.